# 葉永鋕事件
葉永鋕事件是台灣一宗關於多元性別議題的校園事件。屏東縣高樹鄉高樹村高樹國中三年級學生葉永鋕，因與眾不同的性別氣質而遭到部分同學霸凌，不敢在下課時間去上廁所，2000年4月20日11點42分，永鋕在上課時，提前離開教室去上廁所，後來被發現重傷臥倒血泊中，送醫不治死亡。此事件引起臺灣社會對於性別教育的討論，使得原《兩性平等教育法》在2004年修訂為《性別平等教育法》，教育政策也從傳統二元的兩性教育延伸轉化成為更具普遍性的性別平等教育。

## 背景
根據葉永鋕的母親陳君汝描述，永鋕自小「女性化」、「很喜歡玩扮家家酒的遊戲，玩煮菜的玩具」。國中時也因為較特別的性別氣質而遭同學欺負，例如在國一和國二曾被數位同學強行脫下褲子「驗明正身」。陳君汝回憶說：「永鋕就讀國中後，曾經跟我說同學在學校會抓著他，要脫他的褲子。」儘管他曾向學校反應，但是情況並未改善，以至於永鋕在下課時間不敢上廁所。根據調查，當時永鋕被迫以四種方式如廁：下課前提早幾分鐘去上廁所、找要好的男同學陪同、上課鐘響後使用女生廁所及使用教職員廁所等。

## 事件經過

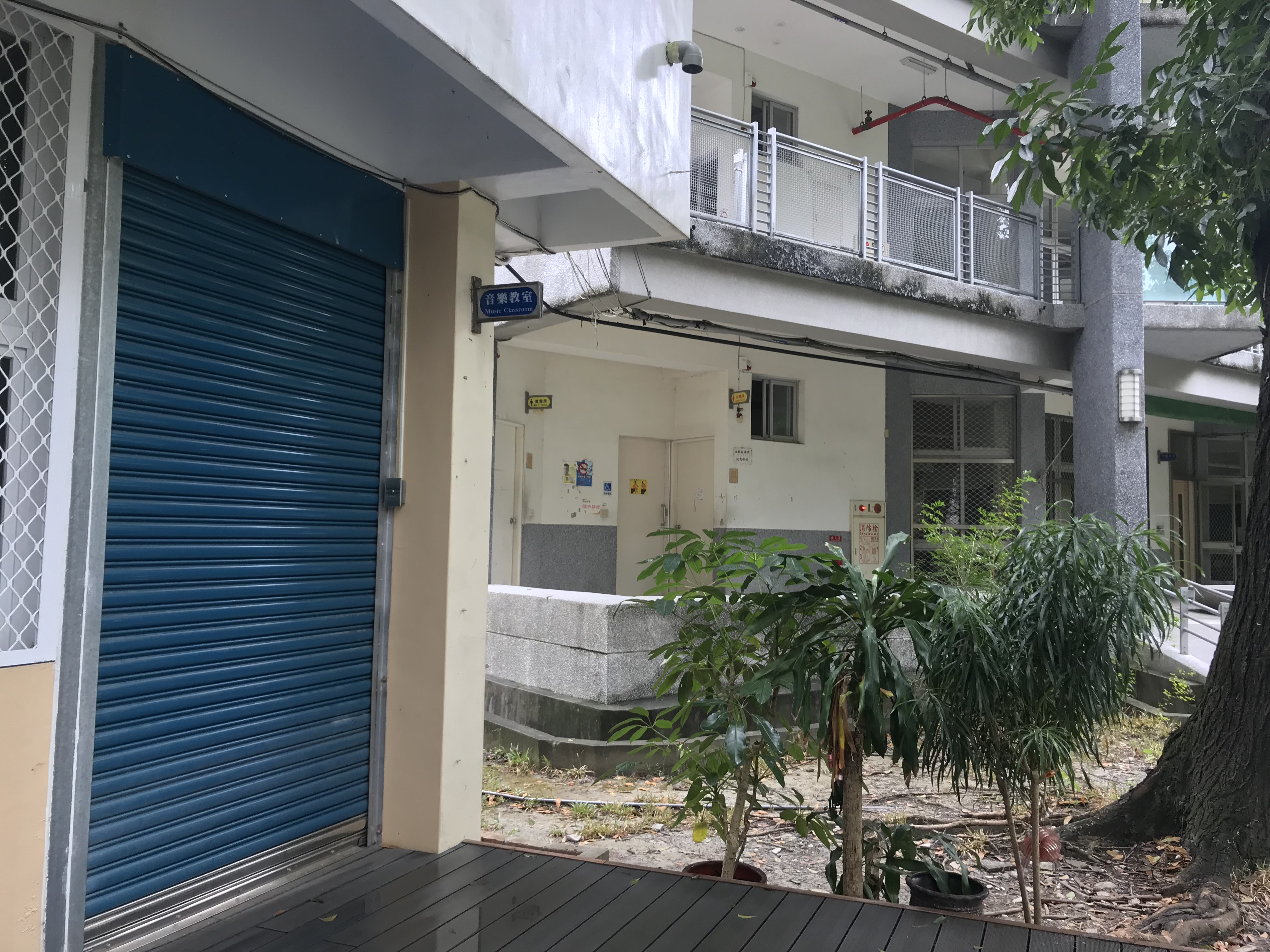
高樹國中音樂教室與廁所景。據人本工作委員黃俐雅所述，音樂教室旁的廁所被校方以防止學生抽菸為由封鎖，葉永鋕要去最近的廁所，須穿過樹林至一百公尺外。

2000年4月20日，屏東高樹國中三年二班的葉永鋕，在第四節音樂課下課前5分鐘舉手向時任音樂老師利梅貞表示想上廁所，經老師同意後離開教室，但一直到下課都沒有返回教室。不久後，永鋕被其他學生在離音樂教室數十公尺遠的男廁找到，頭、鼻出血，外褲拉鍊沒有拉上，倒臥在血泊中，只能發出微弱聲息並試圖爬行。發現永鋕的學生立即通知校方並將他抬至保健室，經保健室護士簡單處理後，隨即由利梅貞緊急送永鋕往當地同慶醫院（今大新醫院）急救，又因情況未見好轉，轉送屏東基督教醫院急救。然其顱內受創嚴重，持續昏迷，於隔天凌晨4時45分宣告不治。

## 死因
2000年6月10日，法務部法醫研究所驗屍鑑定書認為永鋕身上無護身防禦之擦傷，解剖時發現永誌患有高度氣管性肺炎，因此判定葉生是如廁後意識上較缺乏反應能力下跌倒造成頭顱骨之骨折，並且認為是其自身疾病導致昏倒。
2001年，臺灣高等法院高雄分院以假設性問題函詢台大醫院高度氣管性肺炎是否會引起患者昏倒，該院回函表示，一般而言「支氣管性肺炎」應不致產生暈倒現象，除非併發其他疾病，如腦部或心臟。。
2005年9月6日，行政院衛生署醫事審議委員會鑑定書認為，死者於屍體解剖發現有氣管性肺炎及心肌病變，因此死者仍有可能因心性猝死造成暫時性意識喪失，於昏倒時頭部撞擊發生顱內出血，依据法院所提供之資料，此點仍無法排除其可能性，且死者之弟供稱死者曾於家中夜間如廁時發生昏倒，由於該實例有記載其弟之描述，故小便時所引發的迷走神經性昏厥，於昏倒時造成重度頭部外傷進而死亡，無法排除其可能性。

## 司法訴訟歷程
2000年6月，屏東地方法院檢察署檢察官蔣忠義以業務過失致死罪對高樹國中校長林勝利、總務主任林智慧和庶務組長李寶樹等人提起公訴。
2001年1月19日，屏東地方法院根據法醫的鑑定報告，宣判校長等三人無罪。
2001年8月21日，臺灣高等法院高雄分院認為檢察官上訴無理由，駁回檢察官上訴，並維持第一審無罪之判決。
2004年7月23日，臺灣最高法院認為法醫的鑑定報告書跟台灣大學醫學院附設醫院對假設性問題的覆函內容，似非完全一致，原審未送請溫家融
其他醫事專門機構鑑定，即認定葉永鋕係因病自行昏倒尚嫌率斷，原判決撤銷並發回台灣高等法院高雄分院。
2005年10月31日臺灣高等法院高雄分院以行政院衛生署醫事審議委員會鑑定書中無法排除死者自身疾病所發生的昏厥，且死者倒臥之處無積水，駁回檢察官上訴。
2006年5月11日，臺灣最高法院以第二審法院以行政院衛生署醫事審議委員會鑑定書以無法排除迷走神經性昏厥，即可推認本案被害人當然係因迷走神經性昏厥而昏倒一節，並未在理由中敘明證據取捨及認定之理由，自有判決不備理由之違誤，且死者衣褲沾有水跡和被害人頭部撞擊之點，究竟在一號小便池之台階或在地板亦有疑問，原判決撤銷並發回台灣高等法院高雄分院。
2006年9月12日，臺灣高等法院高雄分院審結上訴案，認定死者係因自己小便後急於返回教室，步下台階行走時觸及濕滑之地板，瞬間重心急劇失衡並引發的迷走神經性昏厥倒地時，其頭部撞擊地面致死，地面積水因毛細現象被死者衣物吸收，判決高樹國中校長、總務主任、庶務組長等行政主管以怠於維修學校廁所水箱，未營造安全合乎衛生之環境，以維護學生在校時之人身安全，導致被害人滑倒死亡，構成刑法第276第一項過失致人於死罪分別處以五個月、四個月與三個月有期徒刑。本案依據刑事訴訟法376條第二項不可上訴第三審而定讞。

## 影響及爭議
永鋕的死因在各方證詞與未經證實的猜測下有不同版本，部分人士認為此事肇因於學校未重視他的性別特質，也沒有教授多元性別教育有關，因而引起性別平權教育人士、社會學家和社會工作者關注。
事件發生後不久，教育部由兩性平等教育委員會委員紀惠容、王麗容、蘇芊玲、畢恆達等組成調查小組，他們在將事件與後續處置等製成記錄後，於報告書中呼籲教育部重視校園性別問題。
2000年10月，教育部發起「新校園運動：反性別暴力」活動，強調除了尊重傳統兩性外，也應尊重不同性傾向和性別特質的人，並破除刻板印象、消除暴力。
2000年12月16日，台湾教育部宣佈「兩性平等教育委員會」更名為「性別平等教育委員會」，教育政策從兩性教育延伸轉化成為多元性別教育。
2000年，同志紀錄片導演陳俊志籌畫拍攝葉永鋕紀錄片。
2001年，教育部推動性別教育的主題訂為「多元性別、校園安全」。
2004年，《性別平等教育法》制定時更注重性傾向、性別特質、性別認同等內容。
2006年，台灣性別平等教育協會出版《擁抱玫瑰少年》以紀錄葉永鋕事件，並藉此探討其性別教育意涵。
2007年，台湾教育部拍攝紀錄片《玫瑰少年》。
2009年，《玫瑰少年》發行，送至全國高中作為教材。
2015年11月7日，臺灣歌手蔡依林「Play世界巡迴演唱會」臺北加場，在演唱歌曲「不一樣又怎樣」前，播放由導演侯季然執導訪問葉永鋕媽媽的「玫瑰少年」葉永鋕紀錄片，呼籲大眾關注校園性別暴力霸凌問題。
2018年12月26日，蔡依林第14張錄音室專輯《Ugly Beauty》中歌曲《玫瑰少年》，即是向葉永鋕致敬，隔年獲得第30屆金曲獎的年度歌曲獎。